# Katharina Volckmer
Katharina Barbara Emmy Volckmer (geboren 9. April 1987 in Deutschland) ist eine deutsch-britische Schriftstellerin.

## Leben
Katharina Volckmer studierte in England Sprachen, hat Abschlüsse als B.A. und Master of Studies (M.St.) und wurde 2014 mit einer Dissertation über Jakob Wassermann am Queen’s College, Oxford University, promoviert. Seit 2014 arbeitet sie als Literaturagentin bei der Literaturagentur Rogers, Coleridge and White (RCW) in London und betreut in dem Programm die russischen Autoren.
Volckmer schrieb ihren ersten, kurzen Roman The Appointment als Stream of Consciousness in englischer Sprache. Er kam 2021 auf die „longlist“ des Republic of Consciousness Prize. Das Hörbuch wurde von ihr selbst gelesen. Die deutsche Übersetzung von Milena Adam ist im August 2021 im Kanon Verlag erschienen. Ihr Romandebüt gilt im deutschen Feuilleton unter anderem als Ausdruck „perverser Vergangenheitsbewältigung“ sowie als schonungslose wie skandalträchtige Mentalitätsliteratur vom Rang eines Thomas Bernhard. Die Hörspielfassung des Romans mit dem Titel „Der Termin – Entscheide selbst, wer du bist“ unter der Regie von Rebekka David wurde bei den ARD-Hörspieltagen 2022 mit dem Deutschen Hörspielpreis der ARD 2022 ausgezeichnet.

## Werke
- Society and its outsiders in the novels of Jakob Wassermann. In: Bithell series of dissertations. 2016, ISBN 978-0-85457-250-2 (ox.ac.uk [abgerufen am 19. November 2022] DPhil, 2014, Institute of Modern Languages Research, Oxford University, UK).
- The Appointment. A novel. Fitzcarraldo Editions, London 2020, ISBN 978-0-312-65537-2
  - dt.: Der Termin. Übersetzung: Milena Adam. Kanon Verlag, Berlin 2021, ISBN 978-3-98568-000-9
- Hallo, mein Name ist Jimmie, was kann ich für Sie tun?. Aus dem Englischen von Milena Adam, März Verlag, Berlin 2024, ISBN 978-3-7550-0031-0.